# Terra regis
La terra regis o regis terres o territorium regni era al Regne d'Aragó el conjunt de terres dels regnum que formaven el patrimoni reial i havien de passar al successor. El rei les administrava com un dominatum, és a dir, com a senyor (domini regis). La terra regis fou formada inicialment pel comtat d'Aragó, i s'hi anaren incorporant via matrimoni o via conquesta el comtat de Sobrarb, el comtat de Ribagorça, el regne de Saragossa, la Senyoria d'Albarrasí, la meitat del Regne de Mallorca (medietas regis) i gran part del Regne de València.